# Save Me (canção de BTS)
"Save Me" é uma canção gravada pelo grupo sul-coreano BTS para seu primeiro álbum de compilação, The Most Beautiful Moment in Life: Young Forever (2016). A versão coreana original foi lançada pela Big Hit em 2 de outubro de 2016, na Coreia do Sul. A versão em japonês foi lançada em 7 de setembro de 2016 em seu álbum completo Youth, ao qual o álbum foi lançado pela Universal Music Japan e pela Virgin Music-Def Jam Recordings.

## Composição
A música foi escrita por Pdogg, Ray Michael Djan Jr, Ashton Foster, Samantha Harper, RM, Suga, e J-Hope com Pdogg servindo como o produtor primário. A música está na chave de D♭ major e tem 140 batimentos por minuto.

## MV
O videoclipe de "Save Me" foi lançado em 15 de maio, que foi notavelmente filmado em uma tomada só. A dança foi coreografada por The Quick Style Crew e o videoclipe foi produzido e dirigido pela GDW.

## Desempenho comercial
BTS ficou no topo do chart Billboard World Digital Songs com "Save Me", o 1º lugar foi tomada por outro single do grupo, "Fire". O vídeo de "Save Me" ficou em segundo lugar na lista de Most Viewed K-Pop Videos in America, Around the World: May 2016 conforme revelado pela Billboard.

## Promoções
BTS decidiu promover em programas de música apenas por uma semana, se apresentando nos canais de TV da Mnet, KBS, MBC e na SBS como planejado para permitir que consigam seguir com atividades individuais, performances e atividades no exterior, começando as promoções no M! Countdown em 12 de Maio. A música foi promovida nas apresentações do MBC Plus X Genie Music Awards em 2018 também.

## Créditos
Os créditos coreanos são adaptados das notas do álbum The Most Beautiful Moment in Life: Young Forever.
- Pdogg- produtor, teclado, sintetizador
- "hitman"bang"- produtor
- Rap Monster- produtor
- SUGA- produtor
- Devine Channel- produtor
- Jungkook- coro
- Slow Rabbit- arranjo do vocal e do rap, engenheiro de gravação @ Carrot Express
- Sam Klempner- engenheiro de mixagem

## Charts

### Charts semanais
| Chart (2017)                                     | Posição |
| ------------------------------------------------ | ------- |
| Finland Download (Suomen virallinen latauslista) | 23      |
| Philippines Hot 100 (Billboard)                  | 71      |
| Coreia do Sul (Gaon Singles Chart)               | 19      |
| US World Digital Song Sales (Billboard)          | 2       |

## Vendas
| Chart          | Vendas  |
| -------------- | ------- |
| Coreia do Sul  | 228,170 |
| Estados Unidos | 72,000  |

## Histórico de lançamentos
| Região | Data de lançamento    | Formato                    | Versão  | Gravadora                              |
| ------ | --------------------- | -------------------------- | ------- | -------------------------------------- |
| Várias | 2 de Maio de 2016     | Download digital Streaming | Coreano | Big Hit Entertainment                  |
| Várias | 7 de Setembro de 2016 | Download digital Streaming | Japonês | Big Hit Universal Japan Virgin Def Jam |